# Niel-bij-As
Niel-bij-As (littéralement « Niel-lès-As ») est un village situé à une dizaine de kilomètres au nord-est de la ville de Genk. Administrativement il fait partie de la commune de As dans la province de Limbourg (Région flamande de Belgique). C'était une commune à part entière avant la fusion des communes de 1971.
Le village est situé à 22 kilomètres au nord-est de Hasselt.